# Cheb Khaled

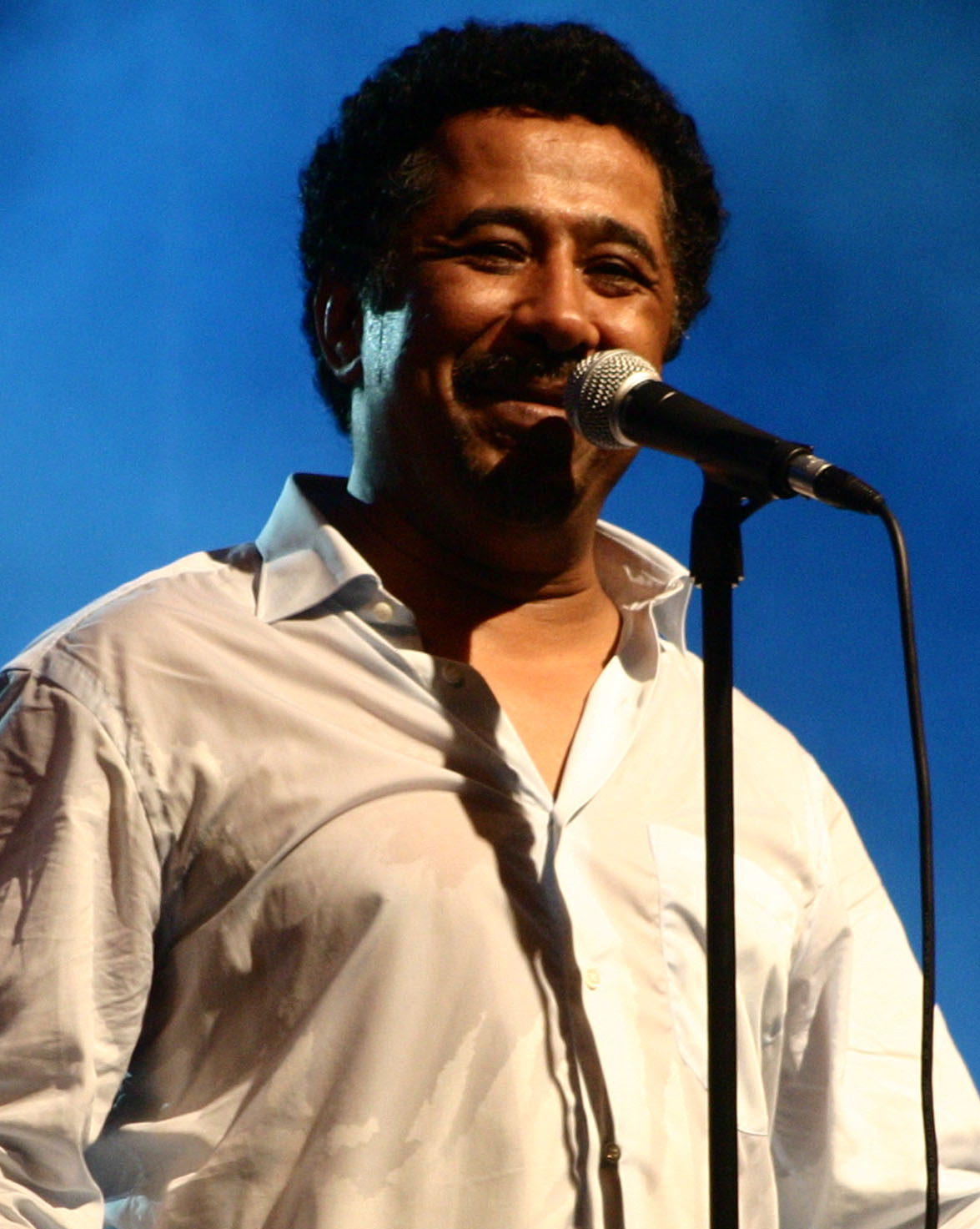
Khaled bei einem Konzert in Oran (2011)

Cheb Khaled (arabisch الشاب خالد asch-Schabb Chalid, DMG aš-Šābb Ḫālid), bzw. heutzutage einfach Khaled (* 29. Februar 1960 in Oran, Algerien als Khaled Hadj Brahim, arabisch خالد حاج إبراهيم / Ḫālid Ḥāǧǧ Ibrāhīm), ist ein algerischer Sänger, Musiker und Singer-Songwriter und der international berühmteste Vertreter der algerischen Volks- und Populärmusik Raï.

## Leben
Der Roi du Raï (König des Raï) machte seine ersten Aufnahmen im Alter von 14 Jahren (Trigh Lycée) und hatte als 28-Jähriger bereits über 100 Kassetten veröffentlicht. Khaled wurde Ende der 1970er und Anfang der 1980er Jahre bekannt als Teil der „Pop-Raï-Bewegung“, mit welcher der Raï Anschluss an die internationale Pop- und Rockmusikwelt fand und deren herausragendster Exponent er neben Cheb Mami und Chaba Fadela war. Das 1983 als erstes Rai-Stück im algerischen Radio gespielte El Marsem (Die Erinnerung) war ein Khaled-Stück.
Aufgrund seiner exponierten Position und dem Erstarken islamistischer Kräfte im Land musste Khaled 1986 Algerien verlassen und ging nach Frankreich. 1989 hat er beim West-Berliner Horizontefestival (Horizonte – Festival der Weltkulturen: Nr. 4, 1989) seinen ersten großen Auftritt in Deutschland. 1992 veröffentlichte er in Frankreich sein erstes vollständig nach westlichen Standards produziertes, in Los Angeles und Brüssel aufgenommenes Album Khaled und ließ zugleich das Cheb in seinem Namen fallen. Der auf dieser Platte enthaltene Titel Didi ist bis heute seine meistverkaufte Single, die es selbst in Israel auf einen Spitzenplatz in den Charts brachte. 2007 wurde Didi vom deutschen Popduo Milk & Honey gecovert.
Im Maghreb und in Frankreich ein Superstar, ist Khaled auch in der restlichen frankophonen und der arabischen Welt seit Jahren regelmäßig in den Hitparaden, jedoch ist er auch in der anglophonen Musikwelt bekannt und erfolgreich. Auch in Deutschland hat er eine Fangemeinde, wie beispielsweise seine ausverkauften Konzerte in der Altonaer Fabrik in den Jahren 2000 und 2004 beweisen.
2001 musste Khaled sich gegen Vorwürfe der Kollaboration und einen Boykottaufruf von islamisch-konservativen Stimmen erwehren, nachdem er gemeinsam mit der israelischen Sängerin Noa in Rom gastiert hatte und auf dem Konzert auch Vertreter der israelischen Regierung anwesend waren. Im September desselben Jahres wurde seine USA-Tour, die unter anderem gemeinsam mit Hakim geplant war, aufgrund der Terroranschläge am 11. September 2001 in den USA abgesagt.
Sein Stück Aïcha stand in der Schweiz 39 Wochen lang in den Charts und war im Jahre 2003 als Coverversion der dänischen Gruppe Outlandish international ein Erfolg.
In seiner Funktion als Botschafter der UNO-Organisation FAO führte Khaled im Oktober 2009 den Anstoß zum WM-Qualifikationsspiel zwischen Frankreich und Österreich aus.
Im Jahr 2013 verließ Khaled Monaco und ließ sich in Marokko nieder. Am 20. August 2013 verlieh ihm König Mohammed VI. die marokkanische Staatsbürgerschaft. Als Grund gab er an, dass er sich aufgrund der Legalisierung der Homo-Ehe in Frankreich Sorgen um seine Kinder mache.

## Auszeichnungen
- 1997: Kora All African Music Award in der Kategorie „Bester Künstler aus Nordafrika“[4]
- 2012: Kora All African Music Award in der Kategorie „Bester Künstler aus Nordafrika“

## Diskografie
Die folgende Diskografie listet nur internationale Veröffentlichungen Khaleds auf, die Kassettenveröffentlichungen in Algerien werden hier nicht erfasst.

### Studioalben
| Jahr | Titel                      | Höchstplatzierung, Gesamtwochen, AuszeichnungChartplatzierungen (Jahr, Titel, Platzierungen, Wochen, Auszeichnungen, Anmerkungen) | Höchstplatzierung, Gesamtwochen, AuszeichnungChartplatzierungen (Jahr, Titel, Platzierungen, Wochen, Auszeichnungen, Anmerkungen) | Höchstplatzierung, Gesamtwochen, AuszeichnungChartplatzierungen (Jahr, Titel, Platzierungen, Wochen, Auszeichnungen, Anmerkungen) | Höchstplatzierung, Gesamtwochen, AuszeichnungChartplatzierungen (Jahr, Titel, Platzierungen, Wochen, Auszeichnungen, Anmerkungen) | Anmerkungen                             |
| Jahr | Titel                      | FR | BEW | DE | CH | Anmerkungen                             |
| ---- | -------------------------- | --- | --- | --- | --- | --------------------------------------- |
| 1988 | Kutché                     | — | — | — | — | mit Safy Boutella                       |
| 1989 | Les monstres sacrés du Raï | — | — | — | — | mit Chaba Zahouania                     |
| 1992 | Khaled                     | — | — | — | — | Erstveröffentlichung: 30. März 1992     |
| 1993 | N’ssi, N’ssi               | — | — | — | — | Erstveröffentlichung: 20. August 1993   |
| 1996 | Sahra                      | FR3 Platin · (35 Wo.)FR | BEW7 (39 Wo.)BEW | DE25 (30 Wo.)DE | CH26 Platin · (25 Wo.)CH | Erstveröffentlichung: 11. November 1996 |
| 1999 | Kenza                      | FR49 Gold · (5 Wo.)FR | — | — | CH57 (13 Wo.)CH | Erstveröffentlichung: 17. Dezember 1999 |
| 2004 | Ya-Rayi                    | FR52 (7 Wo.)FR | BEW41 (6 Wo.)BEW | — | CH70 (2 Wo.)CH | Erstveröffentlichung: 31. August 2004   |
| 2006 | Khouf Ngadji Bahri         | — | — | — | — | Erstveröffentlichung: 20. Februar 2006  |
| 2009 | Liberté                    | FR51 (10 Wo.)FR | BEW95 (2 Wo.)BEW | — | — | Erstveröffentlichung: 30. März 2009     |
| 2012 | C’est la vie               | FR18 (22 Wo.)FR | BEW27 (16 Wo.)BEW | — | CH96 (1 Wo.)CH | Erstveröffentlichung: 3. September 2012 |
| 2022 | Cheb Khaled                | — | — | — | — | Erstveröffentlichung: 19. August 2022   |

grau schraffiert: keine Chartdaten aus diesem Jahr verfügbar

### Livealben
| Jahr | Titel           | Höchstplatzierung, Gesamtwochen, AuszeichnungChartplatzierungen (Jahr, Titel, Platzierungen, Wochen, Auszeichnungen, Anmerkungen) | Höchstplatzierung, Gesamtwochen, AuszeichnungChartplatzierungen (Jahr, Titel, Platzierungen, Wochen, Auszeichnungen, Anmerkungen) | Höchstplatzierung, Gesamtwochen, AuszeichnungChartplatzierungen (Jahr, Titel, Platzierungen, Wochen, Auszeichnungen, Anmerkungen) | Höchstplatzierung, Gesamtwochen, AuszeichnungChartplatzierungen (Jahr, Titel, Platzierungen, Wochen, Auszeichnungen, Anmerkungen) | Anmerkungen                         |
| Jahr | Titel           | FR | BEW | DE | CH | Anmerkungen                         |
| ---- | --------------- | --- | --- | --- | --- | ----------------------------------- |
| 1998 | Hafla           | FR29 (6 Wo.)FR | — | — | — | Erstveröffentlichung: 23. März 1998 |
| 1998 | 1, 2, 3 soleils | FR4 (56 Wo.)FR | BEW14 (22 Wo.)BEW | — | — | mit Rachid Taha und Faudel          |

### Singles
| Jahr | Titel Album                                | Höchstplatzierung, Gesamtwochen, AuszeichnungChartplatzierungen (Jahr, Titel, Album, Platzierungen, Wochen, Auszeichnungen, Anmerkungen) | Höchstplatzierung, Gesamtwochen, AuszeichnungChartplatzierungen (Jahr, Titel, Album, Platzierungen, Wochen, Auszeichnungen, Anmerkungen) | Höchstplatzierung, Gesamtwochen, AuszeichnungChartplatzierungen (Jahr, Titel, Album, Platzierungen, Wochen, Auszeichnungen, Anmerkungen) | Höchstplatzierung, Gesamtwochen, AuszeichnungChartplatzierungen (Jahr, Titel, Album, Platzierungen, Wochen, Auszeichnungen, Anmerkungen) | Anmerkungen                                            |
| Jahr | Titel Album                                | FR | BEW | DE | CH | Anmerkungen                                            |
| ---- | ------------------------------------------ | --- | --- | --- | --- | ------------------------------------------------------ |
| 1992 | Didi Khaled                                | FR9 (20 Wo.)FR | — | — | CH30 (3 Wo.)CH |                                                        |
| 1993 | Serbi serbi N’ssi N’ssi                    | FR50 (1 Wo.)FR | — | — | — |                                                        |
| 1993 | Abdel Kader N’ssi N’ssi                    | FR157 (2 Wo.)FR | — | — | — | Charteinstieg in FR erst 2013                          |
| 1996 | Aïcha Sahra                                | FR1 Diamant · (23 Wo.)FR | BEW1 Platin · (26 Wo.)BEW | DE33 (35 Wo.)DE | CH11 (39 Wo.)CH | Erstveröffentlichung: 3. Dezember 1996                 |
| 1997 | Ouelli el darek Sahra                      | FR23 (10 Wo.)FR | — | — | — |                                                        |
| 1997 | La poupée qui fait non (Live) Live à Bercy | FR6 (8 Wo.)FR | BEW5 Gold · (18 Wo.)BEW | — | — | Erstveröffentlichung: 29. April 1997 mit Mylène Farmer |
| 1997 | Le jour viendra Sahra                      | FR24 (5 Wo.)FR | BEW12 (11 Wo.)BEW | — | — |                                                        |
| 1998 | Abdel Kader (Live à Bercy) 1,2,3 Soleils   | FR6 Silber · (21 Wo.)FR | BEW36 (1 Wo.)BEW | — | — | mit Rachid Taha & Faudel                               |
| 1999 | Comme d’habitude 1,2,3 Soleils             | FR40 (9 Wo.)FR | BEW40 (1 Wo.)BEW | — | — | mit Rachid Taha & Faudel                               |
| 1999 | C’est la nuit Kenza                        | FR29 (12 Wo.)FR | BEW35 (2 Wo.)BEW | — | — |                                                        |
| 2000 | El harba wine Kenza                        | FR20 (19 Wo.)FR | — | — | — | feat. Amar                                             |
| 2000 | Les ennemis (el Aâdyene) –                 | FR63 (5 Wo.)FR | — | — | — | vs. Fonky Family                                       |
| 2001 | Wana wana –                                | FR97 (2 Wo.)FR | — | — | — |                                                        |
| 2009 | Même pas fatigué!!! –                      | FR1 (49 Wo.)FR | BEW10 (21 Wo.)BEW | — | CH49 (12 Wo.)CH | mit Magic System                                       |
| 2012 | C’est la vie                               | FR4 (58 Wo.)FR | BEW5 (22 Wo.)BEW | — | CH33 (9 Wo.)CH | Erstveröffentlichung: 2. Juli 2012                     |

grau schraffiert: keine Chartdaten aus diesem Jahr verfügbar
Weitere Singles
- 2012: Hiya Hiya (feat. Pitbull)

### Gastbeiträge
| Jahr | Titel Album            | Höchstplatzierung, Gesamtwochen, AuszeichnungChartplatzierungen (Jahr, Titel, Album, Platzierungen, Wochen, Auszeichnungen, Anmerkungen) | Höchstplatzierung, Gesamtwochen, AuszeichnungChartplatzierungen (Jahr, Titel, Album, Platzierungen, Wochen, Auszeichnungen, Anmerkungen) | Höchstplatzierung, Gesamtwochen, AuszeichnungChartplatzierungen (Jahr, Titel, Album, Platzierungen, Wochen, Auszeichnungen, Anmerkungen) | Höchstplatzierung, Gesamtwochen, AuszeichnungChartplatzierungen (Jahr, Titel, Album, Platzierungen, Wochen, Auszeichnungen, Anmerkungen) | Höchstplatzierung, Gesamtwochen, AuszeichnungChartplatzierungen (Jahr, Titel, Album, Platzierungen, Wochen, Auszeichnungen, Anmerkungen) | Anmerkungen                                                                 |
| Jahr | Titel Album            | FR | BEW | DE | AT | CH | Anmerkungen                                                                 |
| --- | ---------------------- | --- | --- | --- | --- | --- | --------------------------------------------------------------------------- |
| 2019 | Maghreb Gang Genkidama | — | — | DE4 Gold · (8 Wo.)DE | AT7 (7 Wo.)AT | CH6 (7 Wo.)CH | Erstveröffentlichung: 7. Juni 2019 Farid Bang feat. French Montana & Khaled |
| Folgende Lieder erschienen nicht als Single, wurden aber durch das Album zum Download und Streaming bereitgestellt und konnten somit eine Platzierung erlangen: |                        | | | | | |                                                                             |
| |                        | | | | | |                                                                             |
| 2018 | Mirage Fruit du démon  | FR74 (2 Wo.)FR | — | — | — | — | Soolking feat. Khaled                                                       |

### Videoalben
- 1998: 1, 2, 3 soleils (FR: Gold)

## Auszeichnungen für Musikverkäufe
| Goldene Schallplatte - Italien - 2023: für die Single C’est la vie | Platin-Schallplatte - Brasilien - 2000: für das Album Khaled |

Anmerkung: Auszeichnungen in Ländern aus den Charttabellen bzw. Chartboxen sind in ebendiesen zu finden.
| Land/RegionAuszeichnungen für Musikverkäufe (Land/Region, Auszeichnungen, Verkäufe, Quellen) | Silber  | Gold     | Platin     | Diamant  | Verkäufe  | Quellen                     |
| -------------------------------------------------------------------------------------------- | ------- | -------- | ---------- | -------- | --------- | --------------------------- |
| Belgien (BRMA)                                                                               | —       | Gold1    | Platin1    | —        | 75.000    | ultratop.be                 |
| Brasilien (PMB)                                                                              | —       | —        | Platin1    | —        | 250.000   | pro-musicabr.org.br         |
| Deutschland (BVMI)                                                                           | —       | Gold1    | —          | —        | 200.000   | musikindustrie.de           |
| Frankreich (SNEP)                                                                            | Silber1 | 2× Gold2 | Platin1    | Diamant1 | 1.285.000 | infodisc.fr snepmusique.com |
| Italien (FIMI)                                                                               | —       | Gold1    | —          | —        | 50.000    | fimi.it                     |
| Schweiz (IFPI)                                                                               | —       | —        | Platin1    | —        | 50.000    | hitparade.ch                |
| Insgesamt                                                                                    | Silber1 | 5× Gold5 | 4× Platin4 | Diamant1 |           |                             |